# Ardahan
Ardahan és una ciutat del nord-est de Turquia, a la vora del riu Kuruchay, afluent del Kura, a una altitud de 1.800 metres. La seva població (2004) era de 17.500 habitants. És capital de la província d'Ardahan (la capital de província amb menys població); la població el 1945 era de 6.182 habitants. El 1945 el districte (kada) tenia 49.699 habitants.
Hi ha una secció de la universitat Kars Kafkas. L'economia local està basada en l'agricultura i la despesa dels militars estacionats a la ciutat (un nombre força alt). La ciutat és famosa pel seu formatge groc i per les oques.

## Història
La ciutat, poc més que un llogaret, pertanyia als otomans des del 1578, però fou cedida a Rússia en virtut del Tractat de San Stefano el 1878.
En virtut del Tractat de Brest-Litovsk entre Rússia i Turquia la ciutat i el seu territori fou cedit a l'Imperi Otomà (març de 1918) que el va ocupar ràpidament, però fou reclamat per la República de Transcaucàsia i després per Geòrgia i Armènia. El juny de 1918 un tractat de pau entre l'Imperi Otomà i Geòrgia reconegué la possessió de Batum, Kars i Ardahan i dues regions més als turcs. Va ser evacuada pels turcs al final de 1918, com que els britànics es van desplegar per la regió, fou ocupada pels georgians el juny de 1919 i li fou reconeguda a Armènia pel Tractat de Sevres de 1920.
Però els nacionalistes turcs iniciaren la reconquesta de les regions en disputa a Anatòlia del nord-est. Pel tractat de pau de Gumru (3 de desembre de 1920) Armènia va haver de cedir totes les zones que eren turques abans de la guerra; els georgians evacuaren la ciutat el 23 de febrer de 1921 que fou incorporada tot seguit a Turquia com a kada (districte) del vilayat de Kars. La Rússia Soviètica com a hereva de la Rússia imperial, a la qual pertanyia Ardahan abans de la guerra, va reconèixer la sobirania turca a Ardahan i Kars pel Tractat de Kars (23 d'octubre de 1921) a canvi de la renúncia definitiva a Batum.
Fou declarada capital de la nova província d'Ardahan el 1993.